# Wuschan
Wuschan ist ein Ort im Weststeirischen Riedelland in der Steiermark wie auch Ortschaft und Katastralgemeinde der Gemeinde Dobl-Zwaring im Bezirk Graz-Umgebung.

## Geographie
Der Ort befindet sich etwa 18 Kilometer südlich des Stadtzentrums von Graz.
Die Rotte Wuschan (ortsüblich als Dorf genannt) liegt knapp 2½ Kilometer westlich von Zwaring und gut 2½ nordwestlich von Pöls an der Wieserbahn am Südrand des Kainachtals auf um die 340 m ü. A. Höhe. Sie hat etwa ein Dutzend Adressen direkt im Ort, ein paar weitere Häuser liegen nordöstlich unterhalb an der Straße (Schloßweg), und westlich bei den Nachbarorten Hinterberg sowie Altenberg (beide Gemeinde Sankt Josef) schon zum Oisnitztal hinüber, insgesamt etwa 20 Häuser,
Die Ortschaft und Katastralgemeinde Wuschan umfasst mit 351,7 Hektar um die 85 Gebäude mit gut 206 Einwohnern.
Das Ortschaftsgebiet erstreckt sich talauswärts am Hügelzug zur Oisnitz oberhalb von Schloss Pöls bis südlich von Pöls bei Gantschenberg, dazu gehören auch der Weiler Rabensberg, die Rotten Hirzenbühel, Höllberg und Höll, der Weiler Farmwinkel und die Rotte Kaisersberg schon im Pölsgraben.
|                                                                           | Petzendorf (O u. KG)                        |                                     |
| Schoberberg Tobisegg (O u. KG beide Gem. St. Josef, Bez. Deutschlandsbg.) | Kompassrose, die auf Nachbargemeinden zeigt | Pöls a.d. Wieserbahn ∗ (O, KG Pöls) |
| Hinterberg Tobis (O u. KG beide Gem. St. Josef, Bez. Deutschlandsbg.)     | Rabensberg                                  | Schloss Pöls                        |

∗ Der Ort Pöls selbst liegt hinter Schloss Pöls

## Geschichte
Der Ort ist schon 1390 und 1414 (im Marchfutterurbar) als Wutschen urkundlich, mit 5 Urhöfen. Der Name dürfte auf einen Personennamen Wutsch mit möglicher slawischer Wurzel zurückgehen, möglicherweise der hochmittelalterliche Rodungsleiter (ähnlich vielleicht Wutschdorf bei Wildon). In Folge finden sich allerlei Verballhornungen wie Wutschenn (1466), Waldthschun (1620), Wollschön (1643), Welschein (1670), Putschan (1785), bevor sich die Schreibung Wuschan amtlich verschriftlicht. Die fünf Urhöfe, deren Hofnamen 1542 erstmals genannt sind, bildeten bis 1784 das Dorf, zwei weitere Altgehöfte finden sich in der Höll, das anfangs Greith ‚gerodete Gegend‘ genannt wurde.
Wuschan gehörte zur Herrschaft Neuschloß, seit Schaffung der Ortsgemeinden 1850 zur Gemeinde Pöls, ab 1968 zu Zwaring-Pöls, seit der Gemeindestrukturreform in der Steiermark mit 2015 gehört es zu Dobl-Zwaring.

## Nachweise
- 60660 – Dobl-Zwaring. Gemeindedaten der Statistik Austria

1. 1 2 3 4 5 6 7 8 9  Gemeindechronik der Gemeinde Zwaring-Pöls, o. n. A., Kapitel Siedlungsentwicklung von Wuschan, insb. Wuschan – Dorf, S. 207 (Kapitel S. 202 ff; pdf, auf dobl-zwaring.gv.at; dort S. 6; Inhalt).
2. 1 2  Als Dorf (D. Putschan) schon in der Josephinischen Landesaufnahme 1785 genannt; die Siedlungskennzeichnung der Statistik Austria berücksichtigt für ein Dorf Infrastruktur wie Dorfkirche oder Gasthaus, was hier nicht vorliegt.
3. 1 2  Gemeindechronik der Gemeinde Zwaring-Pöls, o. n. A., Kapitel Siedlungsentwicklung von Wuschan, Tabelle Siedlungsstatistik 1770–2010, S. 204 f (Kapitel S. 202 ff; pdf, auf dobl-zwaring.gv.at; dort S. 3 f).
4. ↑  Beschreibung in Gemeindechronik der Gemeinde Zwaring-Pöls, o. n. A., Kapitel Geographie und Landschaft, S. 17 f (Kapitel S. 11 ff; pdf, auf dobl-zwaring.gv.at).